# 大卫·格勒恩特尔
大卫·格勒恩特尔（英語：David Gelernter，1955年5月5日—）是一位電腦科學家和藝術家，耶鲁大学教授，知名于1980年代对并行计算的贡献。1993年收到泰德·卡辛斯基的郵包炸彈，爆炸使其右眼和右手受伤。